# Matthew Brettingham

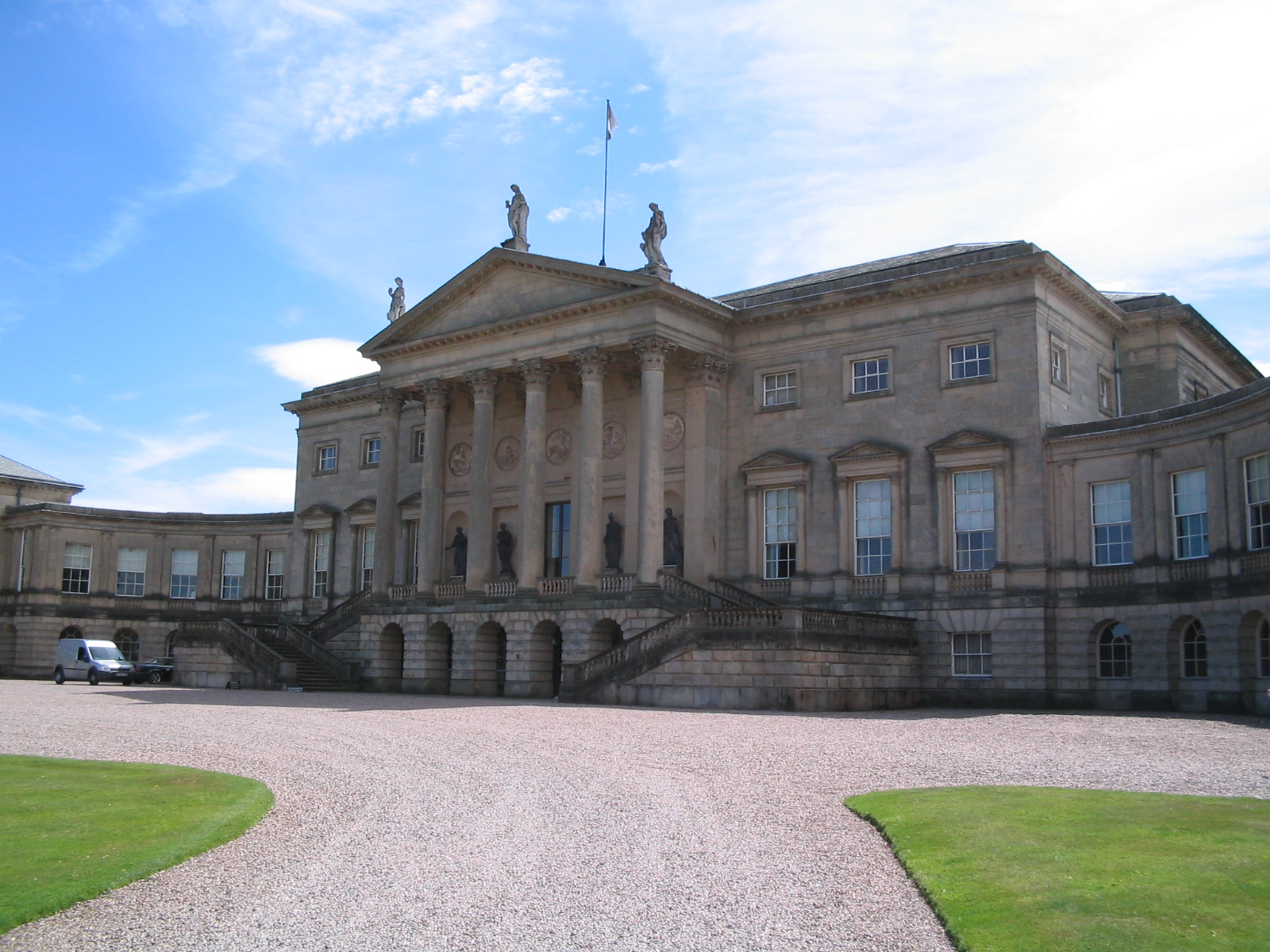
Kedleston Hall fue la oportunidad de Brettingham para demostrar que era capaz de diseñar un edificio como el Holkham Hall. Robert Adam más tarde se encargaría del proyecto, completando la parte frontal (arriba) basándose en el diseño de Brettingham pero con un pórtico distinto.

Matthew Brettingham (1699 – 19 de agosto de 1769) fue un arquitecto inglés que llegó a convertirse en uno de los arquitectos más reconocidos de su generación. Varias de sus obras principales han sido demolidas, particularmente sus edificios de Londres, en donde revolucionó el diseño de los petit hôtels de su país. Como resultado no es muy reconocido actualmente, y se lo recuerda principalmente por su remodelación paladiana de varios edificios del gobierno británico, ubicados en el área de East Anglia de Gran Bretaña. Cuando Brettingham llegó a la cima de su carrera, el Palladianismo pasó de moda y apareció el neoclasicismo, representado por Robert Adam.

## Primeros años
Brettingham nació en 1699, como el segundo hijo de Launcelot Brettingham (1664–1727), un albañil o cantero de Norwich, en Norfolk, Inglaterra. Contrajo matrimonio con Martha Bunn en la Iglesia de St. Augustine, de Norwich, el 17 de mayo de 1721 y tuvieron nueve hijos.
Existen pocas referencias sobre sus primeros años, y una de las primeras registradas data de 1719, cuando junto con su hermano mayor Robert fue admitido en la ciudad de Norwich como albañil. Un crítico de Brettingham declaró en su momento que su trabajo era tan pobre que no merecía los nueve chelines que ganaba por semana como albañíl artesano. Pese a la dudosa calidad de su trabajo, en poco tiempo pasó a ser un contratista independiente en edificios en construcción.

## Contratista local

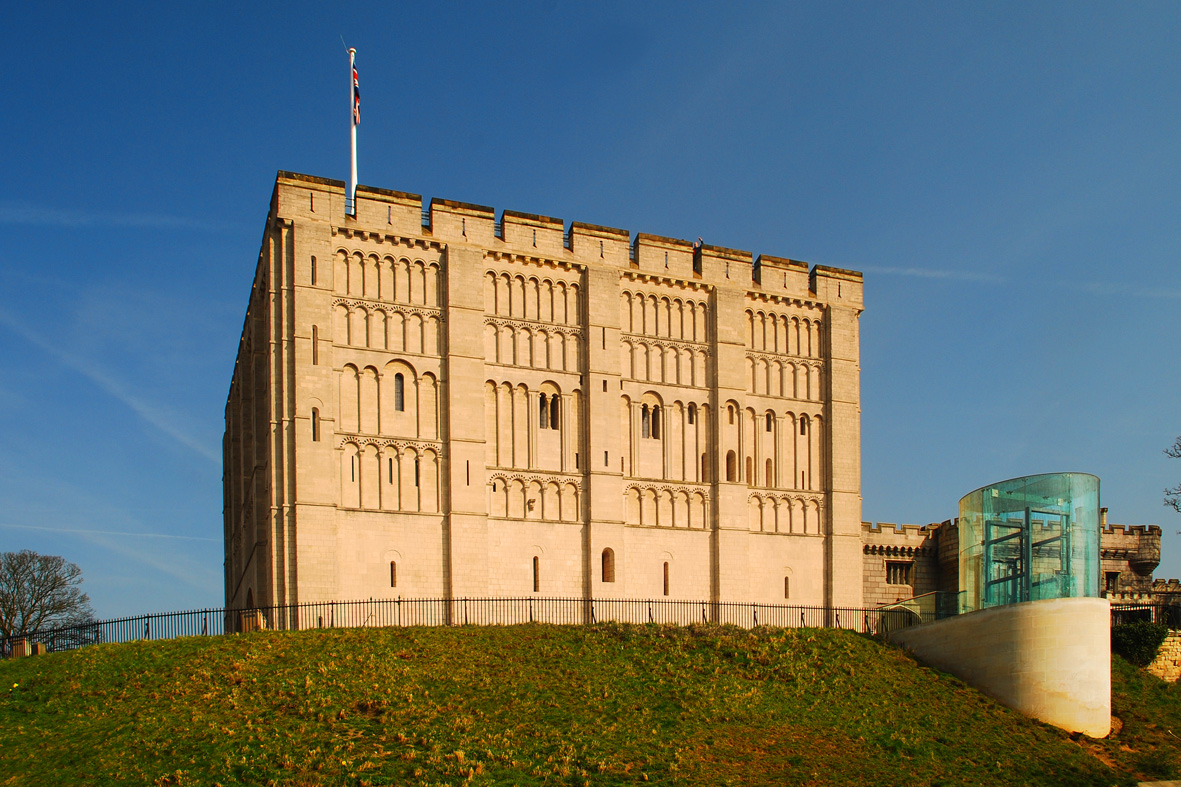
Brettingham reparó el Castillo de Norwich.

A principios del siglo XVIII, un contratista de edificios tenía muchas más responsabilidades que en la actualidad. Los contratistas diseñaban, construían y revisaban todos los detalles desde la construcción hasta la terminación del trabajo. Los arquitectos (que en ese momento también eran tasadores) sólo se requerían para los edificios más grandes y más importantes. Hacia 1730, Brettingham comenzó a trabajar como tasador, especializándose en estructuras más importantes que casas de campo y edificios similares. En 1731, ganó £112 por su trabajo en Norwich Gaol. Desde entonces, pasó a trabajar regularmente como el tasador de la Justicia (la autoridad local contemporánea) en edificios públicos y puentes durante la década de 1740. Los proyectos que llevó a cabo en esta época incluyen la remodelación de la Shirehouse en Norwich, la construcción del puente Lenwade sobre el río Wensum, varias reparaciones en el Castillo de Norwich y en la Catedral de Norwich, además de la reconstrucción de gran parte de la Iglesia de St. Margaret, King's Lynn, la cual había sufrido daños muy considerables debido al colapso de su torre en 1742. Su trabajo en la Shirehouse, el cual tuvo un estilo gótico y mostró una versatilidad y un diseño poco comunes en Brettingham, resultó en un tribunal que visitaría durante gran parte de su vida, por varias acusaciones de discrepancias financieras. En 1755 finalmente se cerró el caso, y Brettingham perdió varios cientos de libras esterlinas, y con una mancha en su reputación. Los registros del caso sugieren que Robert, el hermano de Matthew, a quien había contratado y quien era responsable por el trabajo en piedra de la Shirehouse, puede haber sido la causa de las discrepancias. El breve coqueteo de Brettingham con el estilo gótico, según Robin Lucas, indican «el trabajo de un ingeniero en lugar de un anticuario» y «actualmente se lo considera estrafalario». La Shirehouse fue demolida en 1822.